# بخش آرنهوستوی
بخش آرنهوستوی (به سوئدی: Örnsköldsviks kommun) یک ناحیه شهری در سوئد است که در شهرستان وسترنورلاند واقع شده‌است.

## خواهرخوانده
شهرهای Äänekoski, Sigdal, Hveragerði, Brande و Tarp خواهرخوانده‌های بخش آرنهوستوی هستند.